# Coupe du Maroc de football 2005-2006
 (avril 2024).
Si vous disposez d'ouvrages ou d'articles de référence ou si vous connaissez des sites web de qualité traitant du thème abordé ici, merci de compléter l'article en donnant les références utiles à sa vérifiabilité et en les liant à la section « Notes et références ».
Navigation
Édition précédente Édition suivante
La Coupe du Trône 2005-06 voit la victoire de l'OC Khouribga. La compétition se termine le 5 novembre 2006 par la finale au Stade Moulay Abdallah à Rabat.
Cette édition connaît une surprise de taille, à la suite du forfait déclaré par le Raja de Casablanca, tenant du titre, pour son match de quart de finale face au Hassania d'Agadir.

## Huitièmes de finale
| Date          | Équipe 1          | Équipe 2            | Résultat | Buteurs          |
| 15 avril 2006 | AS Salé           | FAR de Rabat        | 2 - 0    | Kabli 116e, 119e |
| 22 avril 2006 | IR Tanger         | Etoile de Tanger    | 2 - 1    |                  |
| 23 avril 2006 | Hassania d'Agadir | Wydad de Casablanca | 1 - 0    |                  |
| 23 avril 2006 | KAC de Kénitra    | Ittihad Khémisset   | 1 - 1*   |                  |
| 23 avril 2006 | Rachad Bernoussi  | Union de Mohammédia | 0 - 0**  |                  |
| 26 avril 2006 | Najm de Marrakech | Raja de Casablanca  | 0 - 1    | Jrindou 95e      |
| 4 mai 2006    | CODM de Meknès    | Moghreb de Tétouan  | 1 - 0    | M.Saidi 78e      |
| 10 mai 2006   | Chabab Ben Guérir | OC Khouribga        | 0 - 0*** |                  |

*après prolongation, 8-9 aux tirs au but 

**après prolongation, 4-2 aux tirs au but 

***après prolongation, 2-4 aux tirs au but

## Quarts de finale
| Date          | Équipe 1          | Équipe 2           | Résultat | Buteurs   |
| 7 mai 2006    | IR Tanger         | Ittihad Khémisset  | 1 - 1*   |           |
| 7 mai 2006    | AS Salé           | CODM de Meknès     | 0 - 1    | Knipa 60e |
|               | Hassania d'Agadir | Raja de Casablanca | Forfait  |           |
| 1er juin 2006 | Rachad Bernoussi  | OC Khouribga       | 0 - 2    |           |

---Forfait déclaré par Raja de Casablanca 

*après prolongation, 4-2 aux tirs au but

## Demi-finales
| Date         | Équipe 1       | Équipe 2          | Résultat | Buteurs                        |
| 20 juin 2006 | CODM de Meknès | Hassania d'Agadir | 0 - 1    | Ouchrif 70e                    |
| 20 juin 2006 | OC Khouribga   | IR Tanger         | 4 - 0    | Rafik ; Miri ; Camara 80e ; 81 |

## Finale
| Équipes           | Hassania d'Agadir - OC Khouribga |
| Score             | 0 - 1 |
| Date              | 5 novembre 2006 |
| Stade             | Stade Moulay Abdallah, Rabat 67 000 spectateurs |
| Arbitre           | Slimane Barhmi |
| Buts              | Mohammed Morsadi |
| Hassania d'Agadir | Youssef Laabadi; Mustapha Ouchrif; Adil Matouni; Mohammed Jabrane (Hassan Ouchrif 70e); Papa Sika Diallo (Boubker Lahmadi 82e); Mohammed Lahceini; Khalid Chakour; Jamal Aboulmaghar (Omar Najdi 61e); Samir Sarsar; Hakim Daoudi; Azzeddine Hissa Entraîneur: Eugen Moldovan |
| OC Khouribga      | Hamza Boudlal; Zakaria Amzil; Tarik Miri; Samir Falah; Abdessamad Ouarad; Hicham Mahdoufi; Jawad Akadar (Redouane Baqlal 83e); Hassan Bouizgar (Mamadou Ba Camara 69e); ; Mohammed Morsadi; Jamal Triki (Brahim Largo 61e); Mourad Eraji Entraîneur: Mustapha Madih           |
| Avertissements    | Mohammed Morsadi; Abdessamad Ouarad |
| Expulsions        | Samir Sarsar |